# Fred C. Brannon
Fred C. Brannon (n. 26 aprilie 1901, Louisiana – d. 6 aprilie 1953) a fost un regizor american.

## Filmografie
- The Purple Monster Strikes (1945)
- The Phantom Rider * (ca Fred Brannon) (1946)
- King of the Forest Rangers * (ca Fred Bannon) (1946)
- Daughter of Don Q (1946)
- The Crimson Ghost (1946)
- Son of Zorro (1947)
- Jesse James Rides Again (1947)
- The Black Widow (1947)
- G-Men Never Forget (1948)
- Dangers of the Canadian Mounted * (ca Fred Bannon) (1948)
- Adventures of Frank and Jesse James * (ca Fred Brannon) (1948)
- Federal Agents vs. Underworld, Inc. (1949)
- Ghost of Zorro (1949)
- Frontier Investigator (1949)
- King of the Rocket Men (1949)
- Bandit King of Texas (1949)
- The James Brothers of Missouri (1949)
- Radar Patrol vs. Spy King (1949)
- Gunmen of Abilene (1950)
- Code of the Silver Sage (1950)
- Salt Lake Raiders (1950)
- The Invisible Monster (1950)
- Desperadoes of the West (1950)
- Vigilante Hideout (1950)
- Rustlers on Horseback (1950)
- Flying Disc Man from Mars (1950)
- Arizona Manhunt (1951)
- Lost Planet Airmen (1951)
- Government Agents vs Phantom Legion (1951)
- Don Daredevil Rides Again (1951)
- Night Riders of Montana (1951)
- Rough Riders of Durango (1951)
- Radar Men from the Moon  (1952)
- Captive of Billy the Kid  (1952)
- Wild Horse Ambush (1952)
- Zombies of the Stratosphere (1952)
- Jungle Drums of Africa (1953)
- Commando Cody: Sky Marshal of the Universe  (1953)
- Missile Monsters  (1958)
- Satan's Satellites (1958)
- Ghost of Zorro (1959)
- Cyclotrode 'X' (1964)
- R.C.M.P. and the Treasure of Genghis Khan * (ca Fred Brannon) (1965)
- D-Day on Mars (1966)